# معدن حليت
معدن حليت أحد مواقع التعدين الواقعة في إقليم اليمامة، والتي بلغت ذروة نشاطها في العصر العباسي.

## الوصف
يقع معدن حلّيت داخل حمى ضرية قديما٬ أما في الوقت الحاضر٬ فهو يقع في الشمال الغربي عن مدينة الدوادمي٬ ويبعد عنها بمسافة 90 كم تقريبا٬ وهو من المواقع المشهورة قديما وحديثًا٬ ولا ي ازل معروفًا بهذا الاسم إلى هذا اليوم٬ وكذلك لا تزال آثار التعدين فيه واضحة حتى الوقت الحاضر.